# Старое кладбище (Тарнув)
 Памятник культуры Малопольского воеводства: регистрационный номер А-125 от 11 июня 1977 года.
Старое кладбище или Заблоцкое кладбище (пол. Stary Cmentarz) — кладбище, находящееся в городе Тарнув, Малопольское воеводство, Польша. Некрополь находится между улицами Конарского и Туховской. Одно из старейших христианских кладбищ в Польше. Памятник Малопольского воеводства.

## История
Старое кладбище в Тарнуве было основано в 1784 году в предместье Заблоче. Некрополь является одним из самых старейших христианских кладбищ в Польше. Старое кладбище в Тарнуве старше Раковицкого кладбища в Кракове (1803 г.), Повонзки в Варшаве (1792 г.) и Лычаковского кладбища во Львове (1786 г.). По своей характеристике некрополь относится к загородным кладбищам, которые впервые появились в Европе во второй половине XVIII века после указа австрийского императора Иосифа II, запрещавшего захоронения в черте городов. Первоначально к католическому участку некрополя примыкал лютеранский участок. В 1872 году оба участка были объединены в общий некрополь.
Строительство железной дороги Краков-Львов во второй половине XIX века возле южной части кладбища значительно замедлило расширение некрополя.

## Описание
Кладбище имеет форму вытянутого прямоугольник и его площадь составляет около 3,5 га. Длина главной аллеи кладбища составляет 377 метров. Эта аллея разделяет некрополь на две половины и простирается от главного входа на севере до южного входа на улице Туховской. На левой стороне находятся кварталы I—VII и на правой стороне — кварталы с VIII по XX.
Старейшее надгробие, датируемое 1788 года, принадлежит Анне Марии, которая была женой шляхтича Кароля Радзивилла.
В южной части некрополя на бывшем лютеранском кладбище находится братская могила жертв галицийского восстания 1846 года. Возле этой могилы хоронились участники польских восстаний 1848 и 1863 годов. Этот участок на протяжении всего XIX века был местом патриотических собраний общественности Тарнува. В 1891 году возле могилы жертв восстания 1846 года по образцу львовского кургана был сооружён Курган Повстанцев 1863 года. В период с 1914 по 1918 год на кладбище хоронились польские легионеры, погибшие во время Первой мировой войны. На этом же участке похоронены военнослужащие Армии крайовой, погибшие во время Второй мировой войны. Позднее этот участок стал называться «Кварталом заслуженных».
На кладбище находятся часовня святого Иосифа рубежом XVIII—XIX веков и неороманская часовня конца XIX века, которая принадлежала последним владельцам Тарнува из шляхетского рода Сангушко.
В 1957 году кладбище было внесено в реестр муниципальных памятников. 11 июня 1977 года кладбище было внесено в реестр памятников культуры Малопольского воеводства (№ А-125).

## Известные личности, похороненные на кладбище
- Водзинский, Мариан (1911—1986) — член технической комиссии Польского Красного Креста 1943 года по исследованию катынского преступления..
- Пётровский, Руфин (1806—1872) — польский общественный деятель.
- Сангушко, Владислав Иероним (1803—1870) — польский общественно-политический деятель, участник польского восстания 1830—1831 годов.
- Щепаник, Ян (1872—1926) — польский изобретатель.

## Источник
- P Józef E. Dutkiewicz: Katalog zabytków sztuki w Polsce, t.1, z. 13: Powiat Tarnowski. Warszawa: Państwowy Instytut Wydawniczy, 1953.
- Andrzej Niedojadło (red. nacz.): Encyklopedia Tarnowa. Tarnów: Tarnowskie Towarzystwo Kulturalne, 2010, s. 88-91. ISBN 978-83-87366-96-4.